# Sergi Miquel
Sergi Miquel i Valentí (sinh ngày 24 tháng 12 năm 1989) là một chính khách người Tây Ban Nha đến từ Catalonia, là thành viên của Đại hội đại biểu Tây Ban Nha.

## Tuổi thơ
Miquel sinh ngày 24 tháng 12 năm 1989 tại Llagostera, Catalonia. Ông có bằng cử nhân nghệ thuật và thiết kế của Đại học Southampton và bằng thiết kế từ ELISAVA. Ông đã từng là tổng thư ký của Thanh niên Quốc gia Catalonia (JNC) kể từ năm 2015.